# Basen Arkony

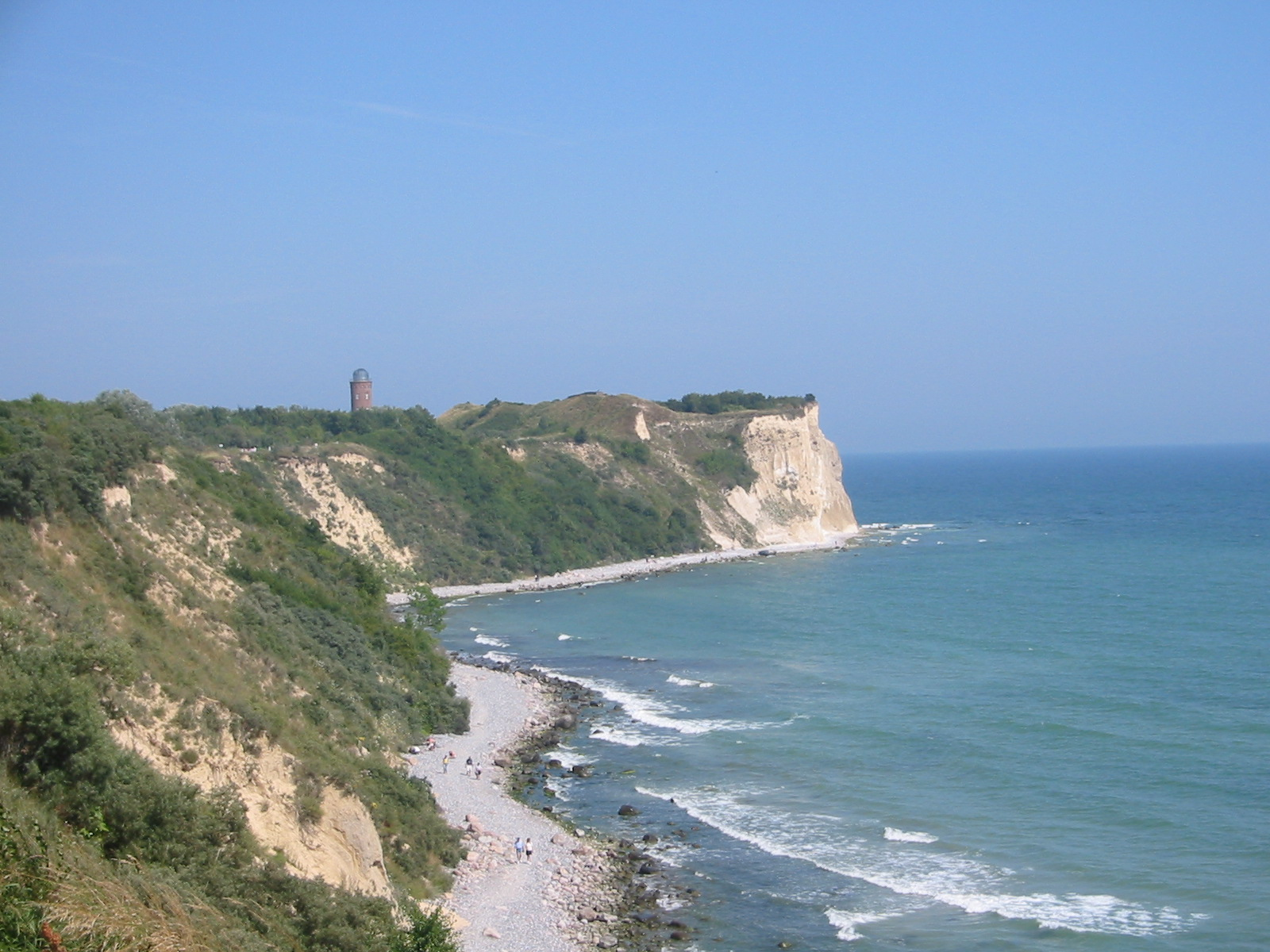
Przylądek Arkona zainspirował nazwanie basenu

Basen Arkony – zachodni akwen centralnego Morza Bałtyckiego. Na zachodzie ograniczają go wschodnie wyspy Danii (Zelandia, Møn, Falster), na północy południowa Szwecja, na wschodzie wyspa Bornholm a na południu Zatoka Pomorska i wybrzeże niemieckie, którego wyeksponowaną częścią jest wyspa Rugia. Jej najbardziej wysunięty na północ przylądek to Arkona, od którego wywodzi się nazwa basenu.